# 矶原站

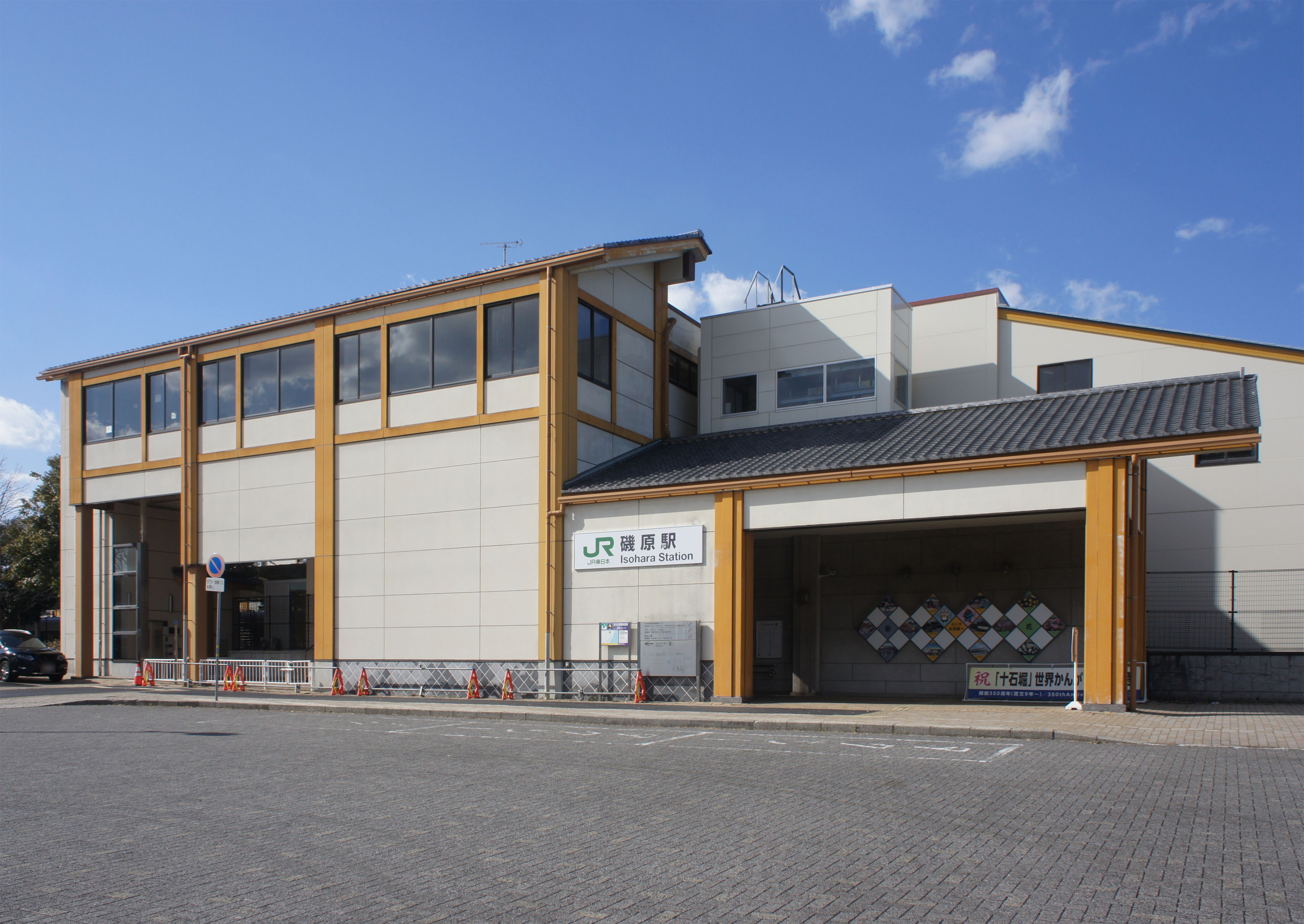
東口（2022年2月）

矶原站（日语：／ Isohara eki */?）位于日本茨城县北茨城市矶原町，是东日本旅客铁道（JR東日本）管辖的鐵路車站。

## 历史
- 1897年2月25日 - 作为日本铁道的车站投入运营[2]。
- 1909年10月12日 - 线路名制定，归属常磐线。
- 1978年10月：车站西侧土地规划整顿工程开工[3]。
- 1987年4月1日 - 国铁分割民营化后成为JR东日本和日本货物铁道车站。
- 1992年11月 - 车站东侧土地规划整顿工程竣工[4]。
- 1997年10月 - 站房改为高架跨线式[4]。
- 2009年3月14日 - 随着东京近郊区间扩大，开始支持使用Suica。
- 2015年7月1日 - 业务委托化。
- 2019年10月31日 - 绿色窗口结束营业[1]。

## 车站结构
侧式站台2台2线的地上车站。上跨线站房。

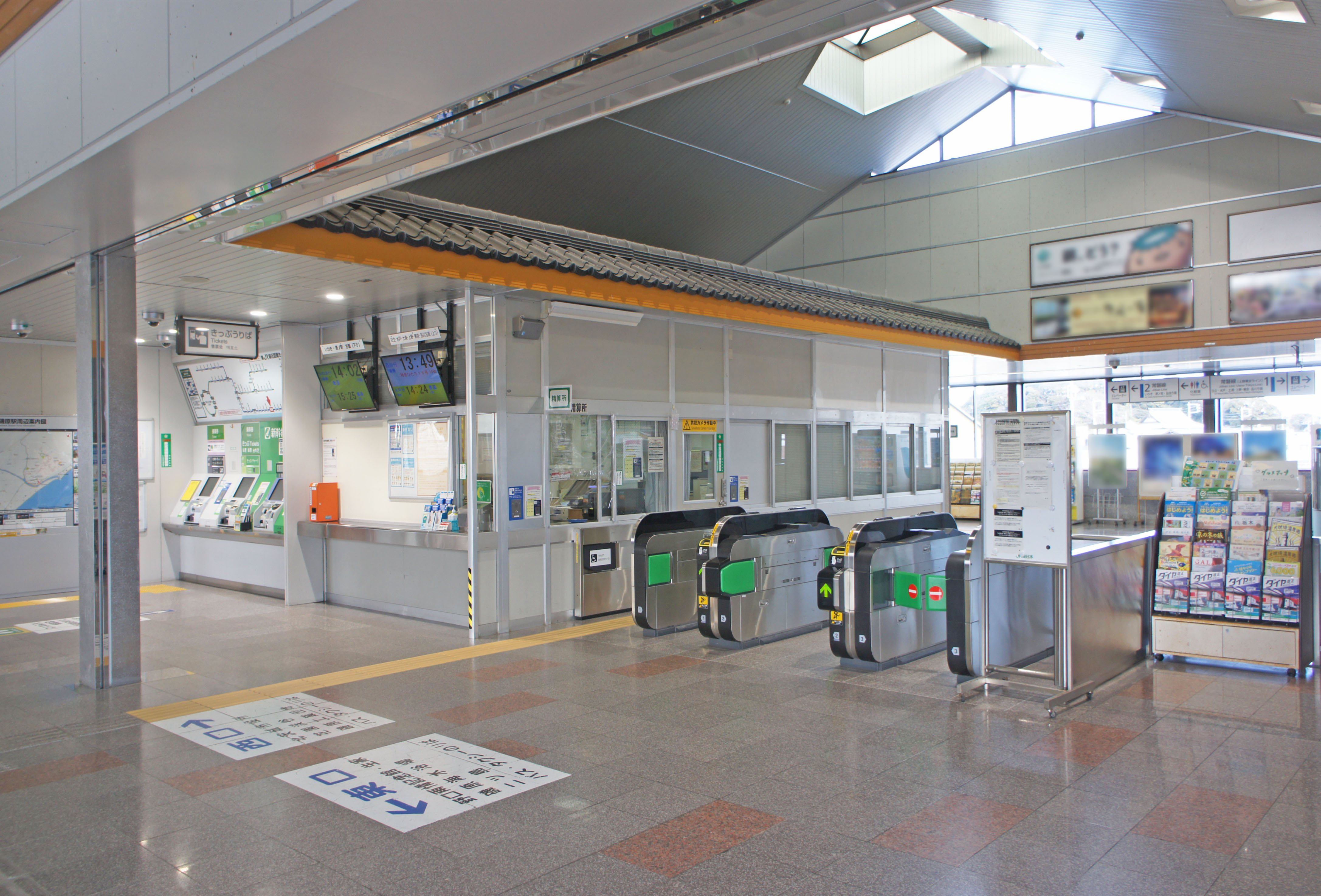
檢票口（2022年2月）

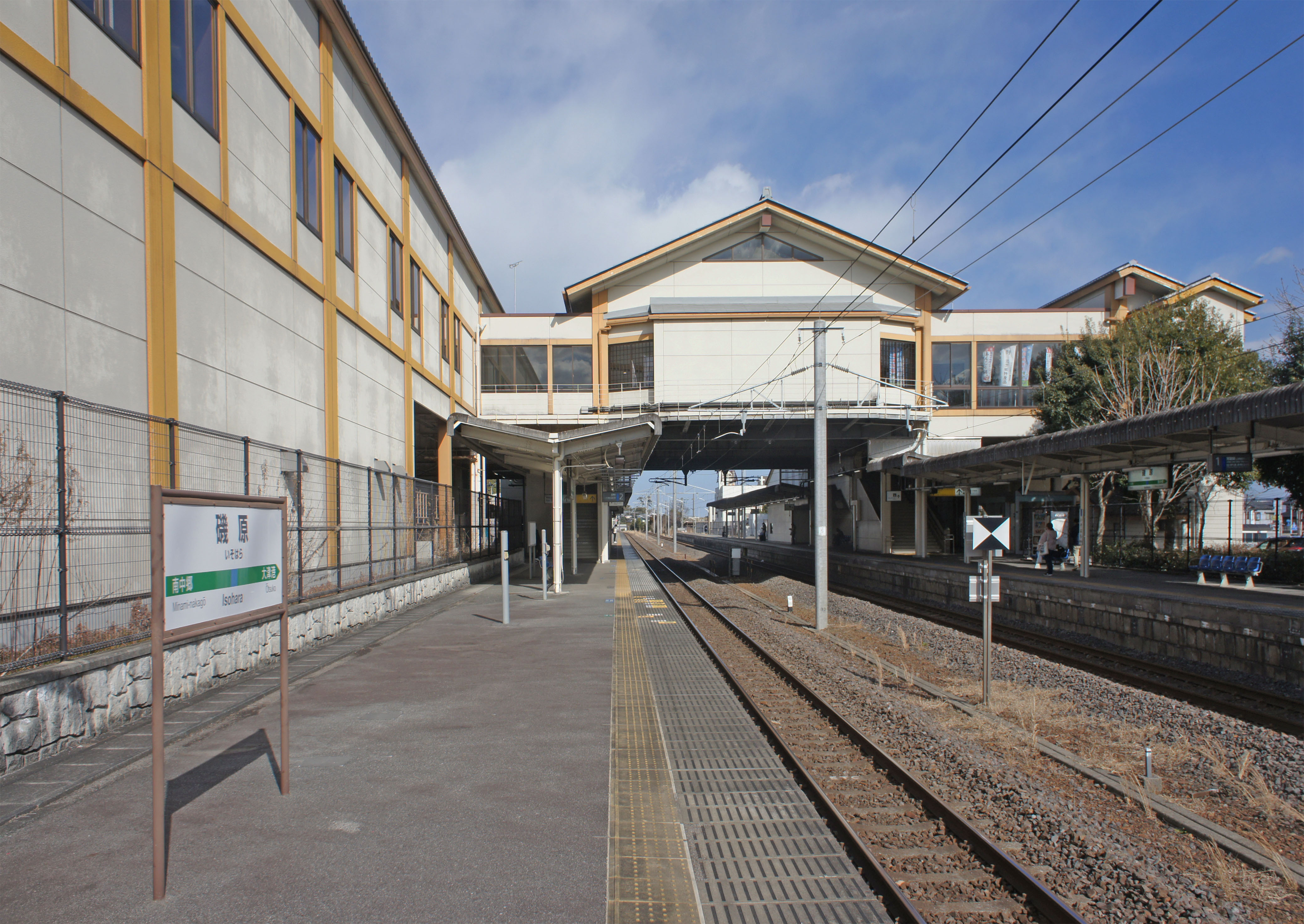
月台（2022年2月）

JR东日本综合服务管理的业务委托站。站内设有自动闸机和指定席自动售票机。

### 站台配置
| 站台 | 路线    | 方向 | 目的地         |
| ---- | ------- | ---- | -------------- |
| 1    | ■常磐线 | 上行 | 水户、土浦方向 |
| 2    | ■常磐线 | 下行 | 磐城方向       |

（來源：JR東日本:車站構內圖 （页面存档备份，存于））

## 使用情况
根據JR東日本，2018年度（平成30年度）1日平均上車人次為1,759人。
近年的推移如下表。
| 上車人次推移       | 上車人次推移     | 上車人次推移    |
| 年度               | 1日平均 上車人次 | 來源            |
| ------------------ | ---------------- | --------------- |
| 2000年（平成12年） | 2,544            | [ 利用客数 2 ]  |
| 2001年（平成13年） | 2,505            | [ 利用客数 3 ]  |
| 2002年（平成14年） | 2,454            | [ 利用客数 4 ]  |
| 2003年（平成15年） | 2,322            | [ 利用客数 5 ]  |
| 2004年（平成16年） | 2,247            | [ 利用客数 6 ]  |
| 2005年（平成17年） | 2,237            | [ 利用客数 7 ]  |
| 2006年（平成18年） | 2,206            | [ 利用客数 8 ]  |
| 2007年（平成19年） | 2,144            | [ 利用客数 9 ]  |
| 2008年（平成20年） | 2,007            | [ 利用客数 10 ] |
| 2009年（平成21年） | 1,928            | [ 利用客数 11 ] |
| 2010年（平成22年） | 1,915            | [ 利用客数 12 ] |
| 2011年（平成23年） | 1,860            | [ 利用客数 13 ] |
| 2012年（平成24年） | 2,090            | [ 利用客数 14 ] |
| 2013年（平成25年） | 2,063            | [ 利用客数 15 ] |
| 2014年（平成26年） | 1,938            | [ 利用客数 16 ] |
| 2015年（平成27年） | 1,918            | [ 利用客数 17 ] |
| 2016年（平成28年） | 1,850            | [ 利用客数 18 ] |
| 2017年（平成29年） | 1,827            | [ 利用客数 19 ] |
| 2018年（平成30年） | 1,759            | [ 利用客数 1 ]  |

## 相鄰車站
東日本旅客鐵道（JR東日本）
■常磐線
部分特急列车“常陸”停靠本站。
南中鄉－磯原－大津港

### 使用情况
1. 1 2  . 東日本旅客鉄道.   [2019-07-12]. （原始内容存档于2019-07-05）.
2. ↑  . 東日本旅客鉄道.   [2019-03-05]. （原始内容存档于2019-03-28）.
3. ↑  . 東日本旅客鉄道.   [2019-03-05]. （原始内容存档于2019-03-28）.
4. ↑  . 東日本旅客鉄道.   [2019-03-05]. （原始内容存档于2019-03-28）.
5. ↑  . 東日本旅客鉄道.   [2019-03-05]. （原始内容存档于2019-03-28）.
6. ↑  . 東日本旅客鉄道.   [2019-03-05]. （原始内容存档于2019-03-28）.
7. ↑  . 東日本旅客鉄道.   [2019-03-05]. （原始内容存档于2019-03-28）.
8. ↑  . 東日本旅客鉄道.   [2019-03-05]. （原始内容存档于2019-03-28）.
9. ↑  . 東日本旅客鉄道.   [2019-03-05]. （原始内容存档于2019-03-28）.
10. ↑  . 東日本旅客鉄道.   [2019-03-05]. （原始内容存档于2019-03-27）.
11. ↑  . 東日本旅客鉄道.   [2019-03-05]. （原始内容存档于2019-03-27）.
12. ↑  . 東日本旅客鉄道.   [2019-03-05]. （原始内容存档于2019-03-27）.
13. ↑  . 東日本旅客鉄道.   [2019-03-05]. （原始内容存档于2019-03-27）.
14. ↑  . 東日本旅客鉄道.   [2019-03-05]. （原始内容存档于2019-03-22）.
15. ↑  . 東日本旅客鉄道.   [2019-03-05]. （原始内容存档于2016-04-04）.
16. ↑  . 東日本旅客鉄道.   [2019-03-05]. （原始内容存档于2019-03-27）.
17. ↑  . 東日本旅客鉄道.   [2019-03-05]. （原始内容存档于2019-03-23）.
18. ↑  . 東日本旅客鉄道.   [2019-03-05]. （原始内容存档于2017-07-29）.
19. ↑  . 東日本旅客鉄道.   [2018-07-06]. （原始内容存档于2018-07-06）.

## 外部連結
- 車站資訊（磯原）：東日本旅客鐵道